# Lokala Nyheter Jämtland
Lokala Nyheter Jämtland (tidigare Jämtlandsnytt och SVT Nyheter Jämtland) är Sveriges Televisions regionala nyhetsprogram för Jämtlands län.

## Historia
Televisionen började sända regionala nyheter över Jämtland den 1971 när provsändningar gjordes av Nordnytt som då var ett gemensamt program för hela Norrland. Senare startade Mittnytt som sändes från SVT Sundsvall. Där ingick nyheter från Jämtlands län. År 1994 delades Mittnytt upp i Gävledala från SVT Falun och Mittnytt som fortsatte sända från Sundsvall och blev SVT:s nyhetsprogram för Västernorrlands län och Jämtlands län.
Den 31 augusti 2006 började SVT sända lokala nyheter enbart för Jämtland i mindre skala när Mittnytt Jämtland startade som en upplaga av den tidiga kvällssändningen 17:55.
År 2008 utökades antalet upplagor av SVT:s regionala huvudsändning på kvällen och en särskild upplaga kallad Jämtlandsnytt började sända en gång varje vardagskväll. Övriga regionala sändningar var fortfarande Mittnytt.
Efter en större omorganisering av SVT:s lokala nyhetsverksamhet blev Jämtlands län en egen nyhetsregion inom SVT med namnet SVT Nyheter Jämtland. Det nya programmet började sända den 13 april 2015.
Camilla Wahlman rekryterades som ny redaktionschef för den fristående Jämtlandsredaktionen. Wahlman slutade under 2018. Därefter var SVT Västernorrlands chef Carola Isaksson även chef för nyheterna i Jämtland. I april 2021 får nyheterna i Jämtland och Härjedalen återigen en egen chef i Mark Cummins.